# Abyssianira acutilobi
Abyssianira acutilobi is een pissebed uit de familie Paramunnidae. De wetenschappelijke naam van de soort is voor het eerst geldig gepubliceerd in 2006 door Doti & Roccatagliata.